# آيكان
شركة الإنترنت للأرقام والأسماء المُخصصة أو آيكان (بالإنجليزية: Internet Corporation for Assigned Names and Numbers ICANN)‏ هي منظمة غير ربحية تأسست عام 1998 يقع مقرها في كاليفورنيا, وهي مختصة بتوزيع وإدارة عناوين بروتوكول الإنترنت وأسماء المجال وتخصيص أسماء المواقع العليا (ومثال ذلك.com, .info, وغيرها) في جميع أنحاء العالم، ولها وظيفة إدارة الموارد الرئيسية للبنية التحتية للشبكة مثل الحواسيب القاعدية root servers.

## التشكيل
في الوقت الحاضر، آيكان رسميا منظمة غير ربحية «لأغراض خيرية عامة» في ظل ولاية كاليفورنيا لا تهدف للربح وقانون شركات المنافع العامة. ومن يديرها مجلس المديرين، الذي يتألف من ستة ممثلين من المنظمات الداعمة، والمجموعات الفرعية التي تتعامل مع أقسام محددة للسياسات في إطار اختصاص آيكان ؛ ثمانية من النواب المستقلين من المصلحة العامة للجمهور، ويتم اختيارهم عن طريق لجنة الترشيح التي فيها كل دوائر آيكان ممثلة، والرئيس والمدير التنفيذي، ويعين بقية أعضاء المجلس.
ويوجد حاليا ثلاثة من المنظمات الداعمة. فإن منظمة دعم الأسماء العامة (GNSO) يتناول وضع السياسات على النطاق العام الأعلى ق (النطاقات). منظمة دعم الأسماء الكودية (ccNSO) يتناول وضع السياسات على نطاقات كود البلد رفيعة المستوى ق (ccTLDs). عنوان دعم المنظمة (آسو) يتناول وضع السياسات على عناوين بروتوكول الإنترنت.
آيكان يعتمد أيضا على بعض لجان استشارية لتلقي المشورة بشأن مصالح واحتياجات الجهات المعنية التي لا تشارك بشكل مباشر في دعم المنظمات. وتشمل هذه اللجنة الاستشارية الحكومية (جي أي سي)، وهي مؤلفة من ممثلين عن وجود عدد كبير من الحكومات الوطنية من كل العالم، اللجنة الاستشارية على إتساع (ALAC) وهي مؤلفة من ممثلين عن مؤسسات فردية من مستخدمي الإنترنت في جميع أنحاء العالم ؛ جذور نظام خادم اللجنة الاستشارية التي تقدم المشورة بشأن تطبيق نظام DNS الخادم الأساسي؛ والأمن والاستقرار اللجنة الاستشارية المراقبة وهي مؤلفة من خبراء الإنترنت الذين يدرسون المسائل الأمنية المتعلقة ولاية آيكان أي مسئوليتها التقنية لفريق الاتصال (TLG) وهي مؤلفة من ممثلين من المنظمات الدولية الأخرى والتقنية التي تركز، على الأقل جزئيا، على شبكة الإنترنت.

## الخطوات
آيكان تعقد اجتماعات عامة دورية بالتناوب بين القارات لغرض تشجيع المشاركة العالمية في عملياتها. النقاد يقولون ان مواقع هذه الاجتماعات في كثير من الأحيان في البلدان التي تنخفض فيها استخدام الإنترنت، وبعيدا عن الاماكن التي كانت الغالبية العظمى من الجمهور باستخدام الإنترنت يمكنها أن تصل إليها. وهذا يجعل مساهمة عامة أو المشاركة من مستخدمي الإنترنت التقليدية أقل احتمالا. انصار الرد أن آيكان لها وجود في جميع أنحاء العالم، وجزءا رئيسيا من مهمته هو بناء استخدام الإنترنت التي هي فيها ضعيفة.
آيكان أنشئت في ولاية كاليفورنيا بسبب وجود جون بوستيل ، الذي كان مؤسسا من آيكان وكان من المقرر ان يعين رئيسا عاما لولا وفاته غير المتوقعة. آيكان ما زالت في نفس المبنى حيث كان يعمل، والتي تضم مكتب معهدالمعلومات للعلوم في جامعة جنوب كاليفورنيا.
القرارات الصادرة عن مجلس آيكان، التقارير الأولية ومحاضر الاجتماعات تنشر على موقع آيكان وأحيانا في نفس الوقت. ولكن هناك انتقادات من دوائر آيكان بما في ذلك دوائر المستخدمين غير التجاريين (NCUC) و في اللجنة الاستشارية العليا (ALAC) أنه لا يوجد ما يكفي من الكشف العام والكثير من المناقشات التي تجرى، والكثير من القرارات التي تتم بعيدا عن أنظار الجمهور.

### سياسة موحدة لتسوية المنازعات
مهمة واحدة طلب من آيكان القيام به هو معالجة قرار مسألة ملكية اسم النطاق العام النطاق العام الأعلى و (محاولة آيكان في مثل هذه السياسة وضعت في تعاون وثيق مع المنظمة العالمية للملكية الفكرية (الويبو) ، وكانت النتيجة أصبح المعروف سياسة موحدة لتسوية المنازعات (UDRP). وهذه السياسة أساسا).أساسا في المحاولات الرامية إلى توفير آلية سريعة ورخيصة ومعقولة في حل الصراعات حول اسم المجال، وتفادي نظام المحاكم التقليدية للنزاعات عن طريق السماح للحالات التي ستعرض على واحدة من مجموعة من هيئات التحكيم في منازعات أسماء الحقول. وفقا لسياسة آيكان فإن نطاق التسجيل يجب أن يتفق على أن يكون متفقا معUDRP انهم لا يستطيعون الحصول على اسم حقل دون الموافقة على ذلك.
وقد أدت نظرة على أنماط السياسة الموحدة للقرار بعض إلى الاستنتاج بأن اسم التحكيم الإلزامي للمجال هو أقل احتمالا لإعطاء استماع عادل لأصحاب اسم المجال مؤكدا دفاعات بموجب التعديل الأول وغيرها من القوانين، مقارنة مع المحاكم الاستئناف الاتحادية على وجه الخصوص.

## وصلات خارجية
- الموقع الرسمي لآيكان